# Patrouille canine
Pour plus de détails, voir Fiche technique et Distribution.
Patrouille canine (Canine Patrol) est un court-métrage d'animation américain des studios Disney avec Pluto, sorti le 7 décembre 1945.

## Synopsis
Pluto est enrôlé chez les garde-côtes. Sur la plage, un bébé tortue vient de sortir de sa coquille. Pluto essaye à plusieurs reprises mais en vain de l'empêcher de traverser la zone contrôlée de la plage.

## Fiche technique
- Titre original : Canine Patrol
- Titre français :  Patrouille canine
- Série : Pluto
- Réalisation : Charles A. Nichols
- Scénario : Harry Reeves, Tom Oreb
- Animation : Andy Engman, John Lounsbery, Norman Tate, Marvin Woodward
- Décors : Nino Carbe
- Layout : Karl Karpé
- Musique : Oliver Wallace
- Production : Walt Disney
- Société de production : Walt Disney Productions
- Société de distribution : RKO Radio Pictures
- Format : Couleur (Technicolor) - 1,37:1 - Son mono (RCA Sound System)
- Durée : 7 min
- Langue :  Anglais
- Pays :  États-Unis
- Dates de sortie :  États-Unis : 7 décembre 1945[1]

## Voix originales
- Pinto Colvig : Pluto

## Commentaires
- Le film est dédié aux chiens des garde-côtes américains (U.S. Coast Guard).
- Le bébé tortue réapparaîtra dans Ça chauffe chez Pluto (1947).